# Малі Челли
Малі Челли́ (рос. Малые Челлы, чув. Кĕçĕн Чуллă) — присілок у складі Красноармійського району Чувашії, Росія. Входить до складу Яншихово-Челлинського сільського поселення.
Населення — 48 осіб (2010; 56 у 2002).
Національний склад:
- чуваші — 98 %